# Opus Gay (álbum)
Opus Gay é um álbum da banda portuguesa Ena Pá 2000. A capa do disco foi inspirada nas edições clássicas da editora alemã Deutsche Grammophon.

## Faixas
1. O Corcunda de Notre Dame
2. Olga
3. Boazona
4. Florbela Espanca-me
5. Piça de Metal
6. Droga
7. Canção Conjugal
8. Portugal Radical
9. Tu e Eu
10. Ursinho de Peluche
11. Doces Penetrações